# Dunstan (Northumberland)
Dunstan – osada w Anglii, w hrabstwie Northumberland, w civil parish Craster. W 1951 civil parish liczyła 213 mieszkańców.